# Tony Ramos
Antônio de Carvalho Barbosa (Arapongas, Paraná, 25 augustus 1948) is een Braziliaans acteur. Hij verscheen in meer dan 20 films sinds 1964.

## Filmografie
- 1968 - O Pequeno Mundo de Marcos... Tony
- 1971 - Diabólicos Herdeiros
- 1976 - Ninguém Segura Essas Mulheres... Gugu
- 1984 - Noites do Sertão... Miguel
- 1987 - Leila Diniz... sr. Diniz
- 1989 - Minas-Texas
- 1997 - O Noviço Rebelde... Dr. Filipe
- 1997 - Pequeno Dicionário Amoroso... Barata
- 2001 - A Partilha
- 2001 - Bufo & Spallanzani... Guedes
- 2002 - Era Uma Vez... no Brasil
- 2006 - If I Were You... Cláudio/Helena
- 2008 - If I Were You 2... Cláudio/Helena
- 2009 - Tempos de Paz... Segismundo
- 2010 - Chico Xavier ... Orlando
- 2012 - Se eu fosse Você 3 ... Cláudio/Helena
- 2014 - Getúlio ... Getúlio Vargas

- International Standard Name Identifier: 0000 0000 5247 1892
- Library of Congress Control Number: nr2002021805
- Nationale Bibliotheek van Israël: 987007330411705171
- Virtual International Authority File: 17158682
- WorldCat: E39PBJv4kBV9m6VQpvgV6vPhHC